# 蓬奇河

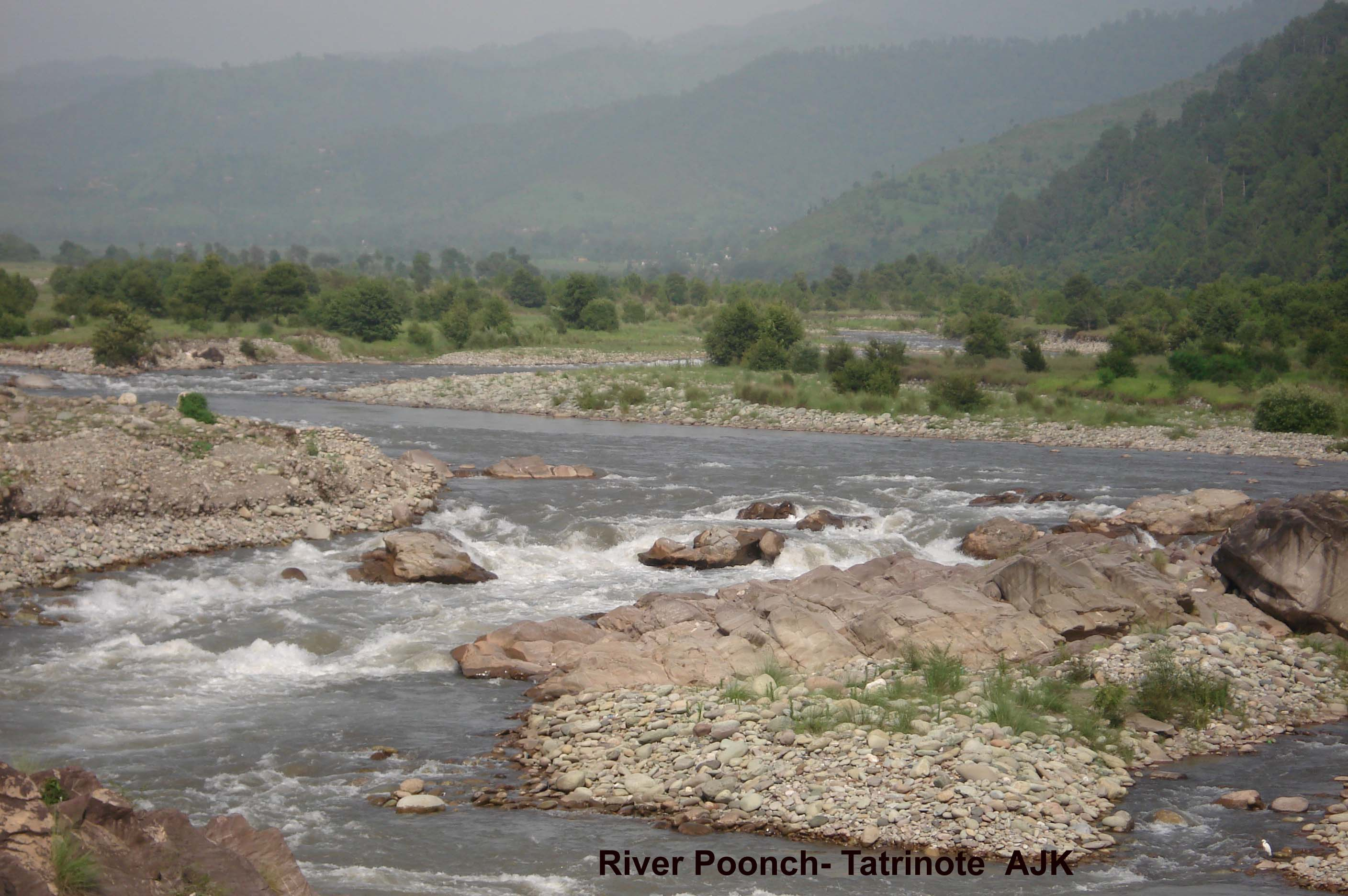
蓬奇河

蓬奇河（Poonch River），位於印度查謨-喀什米爾邦及巴基斯坦自由克什米爾，為傑赫勒姆河左岸支流。它發源於印度控制的比爾本賈爾嶺西側丘陵，幹流先向西北流，經蓬奇鎮後不久轉向南流，後轉西流，最終注入曼拉壩形成的曼拉湖，並於此匯入傑赫勒姆河。沿途經過的城鎮有蓬奇、塞拉、塔塔潘尼及科特利。
該河有兩條主要支流：貝塔河與蘇萬河。